# Malaconotus kupeensis
Malaconotus kupeensis é uma espécie de ave da família Malaconotidae.
É endémica dos Camarões.
Os seus habitats naturais são: regiões subtropicais ou tropicais húmidas de alta altitude.
Está ameaçada por perda de habitat.